# Carlos Antônio Gomes
Nota: Se procura pelo futebolista português, consulte Carlos António Gomes.
Carlos Antônio Giacomelli Gomes (Erechim, 18 de agosto de 1942 - Porto Alegre, 1 de abril de 2017) foi um advogado e político brasileiro, filiado ao Partido Humanista da Solidariedade (PHS).
Disputou a eleição para prefeito de Porto Alegre, capital do estado do Rio Grande do Sul, em 1992. Após, concorreu à eleição presidencial de 1994 pelo PRN, substituindo o então presidenciável Walter Queiroz, que inclusive terminaria expulso pelo partido.. Ficou em penúltimo lugar, obtendo 387.738 votos.
Voltaria a disputar uma eleição para cargos majoritários em 2008, quando foi candidato a prefeito de Porto Alegre, pelo PHS, tendo Paulo Antônio Stölben como seu vice em chapa única. Na eleição municipal, recebeu 2.548 votos.
Gomes faleceu no Hospital de Clínicas de Porto Alegre na madrugada do dia 1° de abril de 2017, após 55 dias em coma, vítima de um tumor cerebral.